# 史善长
史善长（？—1830年），字春林，山阴（今浙江绍兴）人，清朝诗人。
出生十個月即丧父，由寡母養成，早年為諸生。曾入毕沅幕府。因应试不中，捐訾选任江西余干知縣，嘉慶二十一年，因失察遣戌新疆乌鲁木齐，在當地寫大量的詩文，三年後赦還。歸居廣州養母。善作诗。道光十年卒。有《春林诗钞》八卷、《杂文》一卷、《轮台杂记》二卷、《味根山房诗钞》等。